# Becky Bayless
Rebecca Treston (Nueva York, 3 de febrero de 1982), más conocida por su nombre artística Becky Bayless, es una luchadora profesional estadounidense que ha trabajado para promociones como Women's Extreme Wrestling, Wrestling Superstars Unleashed, Wrestlicious y Women Superstars Uncensored.

## Carrera profesional
Antes de su accidente de 2004, Bayless era conocida inicialmente como valet de luchadores, en particular de Jimmy Jacobs, y sobre todo en Combat Zone Wrestling e IWA-Mid South, pero ocasionalmente luchaba para promociones. Por ejemplo, durante un combate de tres equipos en Mid South, en el que durante un momento en el que muchos luchadores realizaban "Dives" desde una posición de anuncio, la propia Bayless saltó encima de los luchadores participantes, incluidos los que ella dirigía, seguida poco después por el comentarista Dave Prazak y el árbitro del combate.

### Ring of Honor (2003–2004; 2007)
Bayless debutó en Ring of Honor (ROH) en 2003, como parte del stable Special K como valet. Durante su etapa luchó ocasionalmente, incluyendo derrotas ante Alexis Laree. El punto álgido durante este tiempo fue la participación de Bayless en la ruptura del stable a finales de 2004. Tras una serie de derrotas sufridas por sus compañeras, comenzó a discutir con su compañera Lacey. 
Esto condujo finalmente a peleas "de gatas" después de los combates, y finalmente a la ruptura en el show de ROH del 4 de diciembre, cuando después de una derrota del tag team de seis hombres contra tres estudiantes de la escuela de lucha de ROH, el equipo de Izzy, Deranged y Lacey se volvió contra Dixie, Angel Dust y Bayless. 
Más tarde en el mes, el 26 de diciembre, las dos partes se reunirían en un tag tam match mixto, donde Bayless sería inmovilizado por Lacey. Después de un grave accidente de automóvil, esta sería la última vez que se vería a Bayless en cualquier lugar de la lucha libre durante varios años, y posteriormente fue escrito fuera de la historia.
En 2007, Bayless regresó a ROH y a la lucha libre profesional en el evento del 26 de enero de ROH, realizando una entrevista en el ring con el entonces campeón del ROH World Championship, Homicide. Bayless permaneció en el papel de entrevistadora en el backstage y en el ring durante su tiempo con Ring of Honor, siendo vista regularmente en los lanzamientos de DVD en promos y segmentos de entrevistas, y en las actualizaciones de ROH VideoWire en los mismos papeles.

### Wrestlicious (2009–2010)
A principios de 2009, Bayless firmó con la serie Wrestlicious de Jimmy Hart, que empezó a emitirse en marzo de 2010. Debutó en el quinto episodio, el 31 de marzo, con el nombre de Brooke Lynn, como nueva copresentadora de Take Down, en sustitución de Leyla Milani, que estaba inactiva por problemas de agenda.
Lynn debutó en el ring enfrentándose a Alexandra the Great en un esfuerzo perdedor por descalificación cuando Kickstart Katie atacó a Alexandra. Lynn también fue una de las 20 luchadoras que compitieron en la batalla real de 20 chicas "Hoedown Throwdown" para determinar las dos aspirantes al título de Wrestlicious Takedown, eliminando a Charlotte, antes de ser eliminada por Alexandra.

### Women Superstars Uncensored (2007–presente)
Desde su regreso, Bayless ha mantenido una larga disputa con Alicia en Wrestling Superstars Unleashed, y en su promoción femenina Women Superstars Uncensored. El 22 de septiembre de 2007, Alicia perdió el título femenino de la WSU en un combate sin derecho a rodeos, que fue anunciado como el combate de retirada de Alicia.
Alicia intentó entregar su título a Bayless, pero fueron interrumpidas por Tammy Lynn Sytch, quien detuvo su plan y, tras un combate improvisado, Sytch ganó el título ella misma. Desde entonces, Bayless se ha enfrentado a Sytch, y también a Dawn Marie y Missy Hyatt, que fueron traídas como mánagers/opositoras de Bayless. La disputa incluyó un doble giro en el combate de Bayless contra Marie en el torneo de la J-Cup de 2008, en el que Bayless se convirtió en una cara debido a que Marie trabajaba como un personaje villano, así como Sytch se convirtió en una manager heel para Marie.
Dejó WSU a mediados de 2010 cuando firmó con TNA a mediados de 2010, pero tan pronto como dejó TNA, regresó a WSU en noviembre de 2011 para reanudar su feudo con Rick Cataldo, derrotándolo en WSU iPPV. Bayless consiguió rápidamente una oportunidad por el Campeonato WSU Spirit, pero fue derrotada por Jessicka Havok. En el pay-per-view de WSU's 5th Anniversary Show, Bayless perdió ante Jennifer Cruz después de que ésta utilizara las cuerdas.

### Total Nonstop Action Wrestling (2010–2011)
En el episodio del 5 de junio de 2008 de TNA Impact!, Bayless hizo una única aparición como candidata al reto de 25 000 dólares de Awesome Kong, junto con sus compañeros de lucha Amber O'Neal y Daffney, que fue elegida para el reto.
En las grabaciones del 10 de agosto de 2010 de Impact! Treston, trabajando bajo el nombre de Cookie con un gimmick inspirado en el programa de televisión Jersey Shore, dirigió a Robbie E en un dark match, donde derrotó a Jeremy Buck. El 18 de agosto, se informó de que TNA había firmado un contrato con Treston. En la edición del 26 de agosto de Impact! comenzaron a emitirse viñetas para promocionar los próximos debuts de Cookie y Robbie E.
Antes de sus debuts televisados, Cookie y Robbie E hicieron una aparición el 24 de septiembre en el evento en vivo de TNA en The Arena en Filadelfia (Pensilvania), interrumpiendo a Jeremy Borash e insultando al público, antes de que Robbie fuera derrotado en un combate por Rhino. En el evento del día siguiente en Rahway (Nueva Jersey), Cookie y Robbie interrumpieron a Mick Foley, antes de que Robbie fuera derrotada de nuevo en un combate contra Rhino, con Foley actuando como árbitro invitado especial.
Robbie y Cookie hicieron su debut en televisión en el episodio en directo del 7 de octubre de Impact!, con una promoción en la que insultaban al público de Florida. El domingo siguiente, en Bound for Glory, los dos debutaron en el programa de pago por visión, cuando Robbie atacó al campeón de la División X Jay Lethal después de su combate por el título con Douglas Williams, afirmando que era una vergüenza para Nueva Jersey. Cookie y Robbie ganaron la atención de los medios de comunicación en la siguiente edición de Impact!, cuando Cookie tuvo una pelea de gatas con la miembro del reparto de Jersey Shore JWoww.
El 7 de noviembre en Turning Point, Cookie ayudó a Robbie a derrotar a Jay Lethal para ganar el Campeonato de la División X de TNA. En la siguiente edición de Impact!, Cookie hizo su debut televisivo en un combate por equipos, donde ella y Robbie derrotaron a Lethal y Taylor Wilde. En la edición del 16 de diciembre de Impact!, Robbie perdió el Campeonato de la División X de vuelta a Lethal, después de que Christy Hemme saliera y evitara que Cookie interfiriera en el combate.
En febrero de 2011, Cookie y Robbie se vieron envueltas en una disputa con el Campeón de la División X Frankie Kazarian y su esposa Traci Brooks. En la edición del 3 de marzo de Impact!, Cookie y Robbie se aliaron con la exintegrante del elenco de Jersey Shore Angelina Pivarnick, con quien se unieron por su mutua aversión a JWoww, a quien Pivarnick procedió a retar a un combate.
La semana siguiente, Cookie formó equipo con Pivarnick y Sarita en un combate por equipos de seis eliminatorias, donde fueron derrotadas por Angelina Love, Velvet Sky y Winter. En la edición del 11 de agosto de Impact Wrestling, Robbie rompió con Cookie, después de que ella le costara inadvertidamente su combate contra el Campeón de la División X Brian Kendrick. El 26 de agosto, Treston anunció que se había separado de TNA, al parecer después de que la promoción decidiera no renovar su contrato.

### Otras promociones
En Shimmer Women Athletes, una promoción hermana de ROH, Bayless desempeñó el mismo papel ante las cámaras que tiene en ROH como entrevistadora en el ring y en el backstage de la empresa, junto a Valerie Malone y Amber Gertner. Bayless formó de manera esporádica del stable YRR en Full Impact Pro.

## Vida personal
El 31 de diciembre de 2004, Bayless sufrió un grave accidente automovilístico, en el que sufrió contusiones internas, un esguince de tobillo, daños en los nervios del cuello y una lesión en el manguito de los rotadores. Antes de esto, Bayless tenía previsto estudiar en el extranjero, en Europa, por lo que sus planes se cancelaron.

## Campeonatos y logros
- Pro Wrestling Illustrated
  - Posicionada en el nº 37 del top 50 de luchadoras femeninas en el PWI Female 50 en 2008[24]
- Texas Wrestling Entertainment
  - TWE Texas Ladies Championship (1 vez)[5]
- USA Pro Wrestling
  - Miss USA Pro Beauty Contest Winner (2004)[5]